# Tanalian River
Der Tanalian River ist ein Fluss im Lake-Clark-Nationalpark im Südwesten des US-Bundesstaats Alaska.

## Verlauf
Der Tanalian River bildet den Abfluss des 140 m hoch gelegenen Kontrashibuna Lakes. Er fließt etwa sechseinhalb Kilometer in westlicher Richtung und mündet am südlichen Ortsrand von Port Alsworth in den Lake Clark.
Sein Einzugsgebiet umfasst 531 km². Fünf Kilometer oberhalb der Mündung befinden sich die Tanalian Falls am Flusslauf. Der mittlere Abfluss beträgt 18 m³/s. Im Juli führt der Fluss die größte Wassermenge. Aufgrund seiner Nähe zu Port Alsworth ist der Fluss für Touristen leicht zugänglich. Ein Wanderweg führt unweit des Flusslaufs zum Kontrashibuna Lake.